# Charaxes monticola
Charaxes monticola är en fjärilsart som beskrevs av James John Joicey och Talbot 1925. Charaxes monticola ingår i släktet Charaxes och familjen praktfjärilar. Inga underarter finns listade i Catalogue of Life.